# Bratten (havsområde)

Bratten är ett havsområde inom svensk exklusiv ekonomisk zon i Skagerrak med centrum cirka 40 km väst-sydväst om Väderöbod. Området är ett Natura 2000-område (id se0520189) och en del av djuprännan som löper söder om Norge. Det har en nästan kvadratisk form och omfattar cirka 1 200 km². Det som bland fiskare och andra ibland kallar Bratten är den östra, mycket kuperade delen.
Området har ovanligt mycket berg- och dalformationer och hyser många ovanliga organismer och fiskarter, många rödlistade. Upptäckten av pockmarks, stora kratrar bildade av uppströmmande gas och vätska, ger ännu en för svenska förhållanden unik dimension av området genom att de geologiska formationerna skapat mängder av håligheter i många storlekar. Dessa skapar skydd mot hot och därmed en osedvanligt stor artrikedom.
Det förekommer intensivt trålfiske i området. Djupa mjukbottnar som fisket trålar på ingår inte i art- och habitatdirektivet (Natura 2000), men både trålfisket och sportfisket i området kan behöva regleras, för att man inte oavsiktligt ska skada de rev som omfattas av Natura 2000.